# Спасение Сары Матузон

Спасение Сары Матузон — история спасения еврейской девушки Сары Матузон при помощи 10 британских военнопленных в январе — феврале 1945 года в Гросс-Големкау (сейчас Голембево Вельке, Польша). Все 10 участников спасения были признаны праведниками мира израильским Институтом Катастрофы и героизма «Яд ва-Шем».

## Ход событий
Сара родилась в 1928 году в Шяуляе и была младшей из двоих дочерей Самуэля-Лейба и Гиты Матузон. После немецкого вторжения в Литву её отец был арестован и расстрелян. Они со старшей сестрой Ханной и матерью оказались в гетто. Ханну изнасиловали немецкие солдаты. После уничтожения гетто они оказались в концлагере Штуттгоф.
26-е января: Боже, покарай Германию… Ничего более мерзкого, более отвратительного, чем то, что предстало сегодня моим глазам, я в жизни не видел… В девять утра в лютый мороз по дороге на Данциг протащилась колонна — колонна, описать которую у меня не хватит слов. Я потерял дар речи, я потерял рассудок от слепой беспомощной ярости, меня чуть не застрелили в результате… Они появились — их было около трехсот — хромые, грязные, волосы спутанные, они еле волочили ноги, спотыкались, падали и поднимались под ударами конвоиров-эсэсовцев, и изо всех сил кричали о хлебе. И эти существа были когда-то — женщинами! Еврейками. Одна вбежала за хлебом в дом неподалеку — её избили прикладами, и она, падая, отчаянно пыталась спрятать украденый хлеб себе под рубашку.
26 января 1945 года во время марша смерти нескольких сотен женщин из Штуттгофа, проходившего через Гросс-Големкау, Сара Матузон сумела скрыться из колонны узников и спрятаться в хлеву на местной ферме. Её мать и сестра остались в колонне.
В хлеву Сару обнаружил британский военнопленный Стэн Уэллс, который кормил коров немецкой хозяйки. 
Стэн был одним из группы 10 британских военнопленных, захваченных в 1940 году во Франции и содержавшихся в лагере «Шталаг 20B». Они жили в бараке из перестроенного амбара и работали на немецких фермах. Стэн договорился со своими товарищами помочь Саре. Они спрятали её на чердаке амбара, где они жили. Они добыли для неё еду, одежду и лекарства. Солдаты лечили её обмороженные ноги, избавили от вшей, кормили и помогали с гигиеной. Сара жила у них в бараке 3 недели.
После того как военнопленных эвакуировали в другое место, Саре удалось устроиться на работу к хозяину соседней фермы Генриху Биндеру. Биндер заподозрил в ней беглую еврейку, но не стал выдавать и попросил написать документ на идиш о том, что он спас ей жизнь.
Через 3 недели в Гросс-Големкау вошла Красная армия.

## После войны
После освобождения Сара узнала, что она была единственной выжившей из своей семьи: её мать и сестра умерли в концлагере (сестра умерла от истощения уже после освобождения) и похоронены в братской могиле. В память о своей сестре она добавила к своему имени имя сестры — Ханна.
После короткого возвращения в Литву в 1947 году Сара переехала в США, где в 1952 году вышла замуж за судью Уильяма Риглера и родила двоих детей. Она работала в отделе помощи бездомным и престарелым в городском департаменте народного образования Нью-Йорка.
Сара много лет пыталась найти своих спасителей. Поиски затруднялись тем, что она знала полное имя лишь одного из них — Алана Эдвардса. Она нашла его в 1966 году, а в 1972 сумела встретиться со всеми своими спасителями в Лондоне.
Впервые история спасения Сары Матузон была опубликована 14 мая 1968 года в воскресной британской газете The People.
В 1989 году Сара и пятеро из её спасителей приехали в Израиль, где они посадили дерево на «Аллее праведников» в музее Яд ва-Шем. Четверо из 10 к этому времени уже умерли, а ещё один был слишком болен, чтобы путешествовать.

## Участники спасения
- Стэн Уэллс
- Джордж Хаммонд
- Том Нобл
- Алан Эдвардс
- Роджер Летчфорд
- Билл Кибл
- Берт Хамблинг
- Билл Скратон[англ.]
- Джек (Джон) Бакли
- Вилли Фишер

2 ноября 1988 года «Яд ва-Шем» признал Стэна Уэллса, Джорджа Хаммонда, Томми Нобла и Алана Эдвардса праведниками народов мира. 15 марта 1989 года это звание было присвоено Роджеру Летчфорду, а 11 октября 2011 года — Биллу Киблу, Берту Хэмблингу, Биллу Скратону, Джеку Бакли и Вилли Фишеру.
В 2010 году участникам спасения Сары Матузон было присвоено почётное звание «Британский герой Холокоста».